# Lijst van burgemeesters van Vrijhoeve-Capelle
Dit is een lijst van burgemeesters van de voormalige Nederlandse gemeente Vrijhoeve-Capelle in de provincie Noord-Brabant van 1813 tot 1923, toen Vrijhoeve-Capelle deel ging uitmaken van de nieuw gevormde fusiegemeente Sprang-Capelle. In 1997 ging deze gemeente op in de gemeente Waalwijk.
| Ambtsperiode | Naam burgemeester                             | Partij of stroming | Bijzonderheden |
| ------------ | --------------------------------------------- | ------------------ | -------------- |
| 1813-1820    | J. van den Hoek                               |                    |                |
| 1821-1851    | J. Smits                                      |                    |                |
| 1851-1853    | R. Middelkoop Jr.                             |                    |                |
| 1853-1860    | J. van den Hoek Jzn.                          |                    |                |
| 1860-1864    | A. Rijken Mzn.                                |                    |                |
| 1864-1870    | C.A.G. van Everdingen                         |                    |                |
| 1870-1900    | J. van Dijk                                   |                    |                |
| 1900-1914    | Willem Hendrik baron van Heeckeren van Waliën |                    |                |
| 1914-1923    | C.H.L.V. Valter                               |                    |                |